# Cực siêu tân tinh

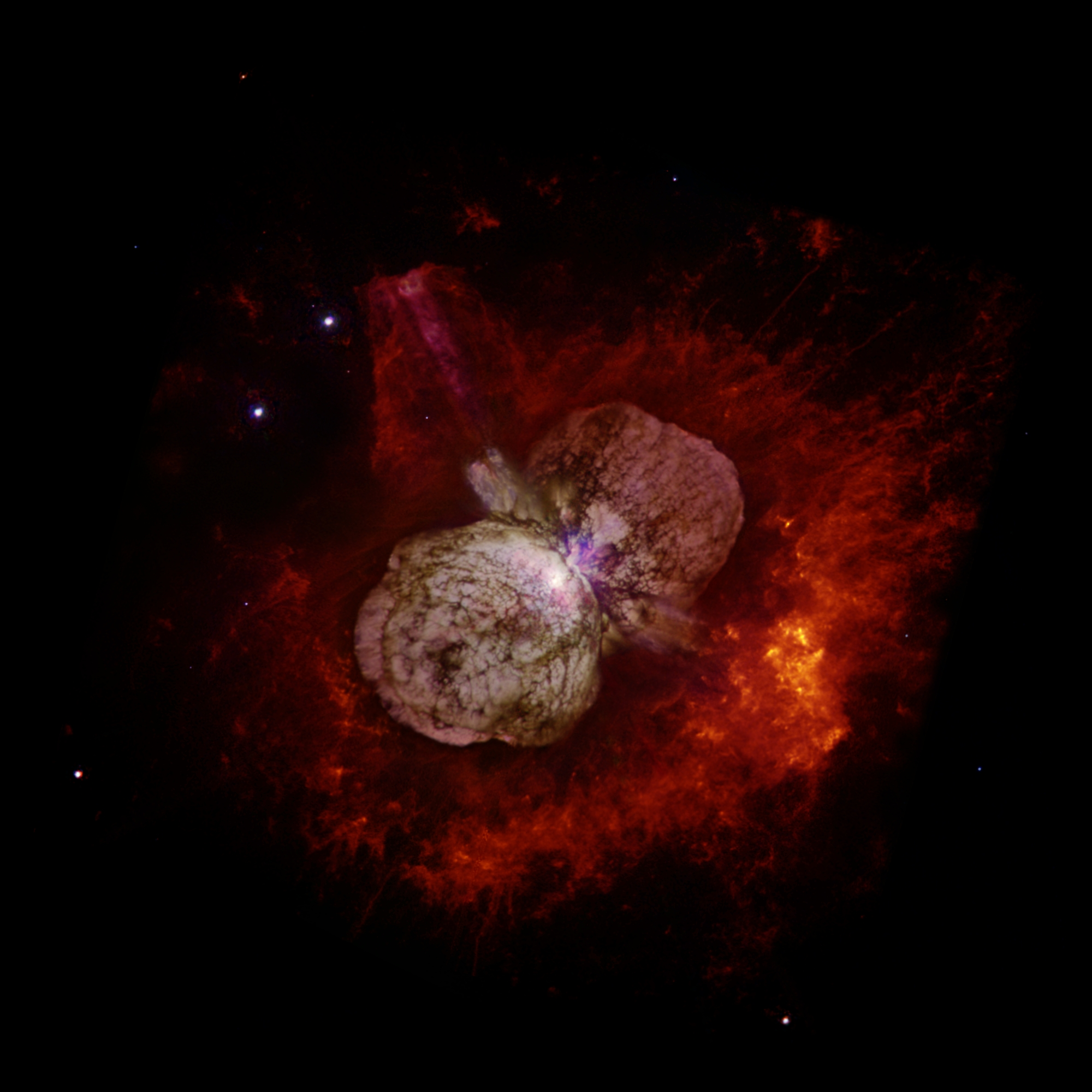
Eta Carinae, trong chòm sao Carina, một trong những ứng cử viên sáng giá cho một hypernova ở tương lai

Cực siêu tân tinh hay siêu tân tinh cực sáng là một ngôi sao đặc biệt lớn sụp đổ vào cuối tuổi thọ của nó. Cho đến những năm 1990, nó dùng để chỉ một vụ nổ với năng lượng bằng năng lượng của hơn 100 siêu tân tinh (trên 1048 J). Vụ nổ như vậy được cho là nguồn gốc của các chớp gamma thời gian dài.
Sau những năm 1990, thuật ngữ đã được sử dụng để mô tả các siêu tân tinh của những ngôi sao lớn nhất, các sao cực siêu khổng lồ, có khối lượng từ 100 đến hơn 300 lần so với Mặt Trời. Sự phân rã 56Ni, một đồng vị thời gian tồn tại ngắn của niken, được cho là đã cung cấp hầu hết ánh sáng của hypernova.
Bức xạ sinh ra của một cực siêu tân tinh ở cự li gần có thể gây ra thiệt hại nghiêm trọng cho Trái Đất, tuy nhiên không có sao cực siêu khổng lồ nào được biết đủ gần Trái Đất để gây nên mối đe dọa. Nhóm dẫn đầu bởi Brian Thomas, một nhà vật lý thiên văn tại Đại học Washburn ở Kansas, đã phỏng đoán rằng một cực siêu tân tinh có thể đã gây ra sự tuyệt chủng hàng loạt kỷ Ordovic-kỷ Silur trên Trái Đất 440 triệu năm trước đây, nhưng không có bằng chứng rõ ràng để chứng minh.
Cụm từ ngôi sao sụp đổ, trước đây được sử dụng để chỉ kết quả cuối cùng của sự sụp đổ lực hấp dẫn sao, một lỗ đen có khối lượng sao. Giờ đây từ này đôi khi được dùng để chỉ một mô hình cụ thể cho sự sụp đổ của một ngôi sao quay quá nhanh, như được thảo luận dưới đây.

## Sự sụp đổ của sao
Để xem một ngôi sao sụp đổ hoàn toàn, xem lỗ đen có khối lượng sao
Lõi của cực siêu tân tinh sụp đổ trực tiếp thành một lỗ đen, và hai luồng plasma cực mạnh được phóng ra với tốc độ gần bằng tốc độ ánh sáng từ hai cực quay tròn của nó. Những luồng plasma này phát ra các tia gamma mãnh liệt và là một lời giải thích có thể đúng cho các chớp gamma thời gian dài. Tuy nhiên, các cực siêu tân tinh không thể dùng để giải thích cho các chớp gamma thời gian ngắn, mà dường như không có liên quan gì với các ngôi sao lớn, vì một số vụ chớp ngắn xuất hiện trong những khu vực không có sự hình thành sao mới - một điều cần thiết bởi vì các ngôi sao khổng lồ có thời gian sống ngắn và do đó chắc phải vừa được sinh ra.
Năng lượng sinh ra từ cực siêu tân tinh của một ngôi sao lớn, cùng với hiệu ứng sáng chói, là cần thiết để giải thích độ sáng và khoảng cách cực kì lớn (trên 10 năm ánh sáng, được đo bởi sự chuyển dịch đỏ của ion hóa dư huy) của những chớp gamma thời gian dài (>2 giây), trong đó cần sự phát xạ gamma trên 1044 J là cần thiết. Cơ chế chính là khi các luồng năng lượng mạnh mẽ được taọ thành tại trục quay của lỗ đen,  các vụ nổ bức xạ năng lượng cao sẽ xuất hiện cho người quan sát trên đường đi của luồng plasma naỳ, thậm chí ở một khoảng cách xa đến phần rìa vũ trụ có thể quan sát được. Đến nay, cực siêu tân tinh và các chớp gamma dài đã được nhìn thấy trong thiên hà khác, nhưng vẫn chưa được quan sát thấy trong thiên hà của chúng ta.
Bởi vì các ngôi sao đủ lớn để sụp đổ trực tiếp thành một lỗ đen là khá hiếm, do đó cực siêu tân tinh sẽ rất hiếm gặp, nếu chúng thực sự xảy ra. Ước tính rằng một cứ mỗi 200 triệu năm cực siêu tân tinh sẽ xảy ra trong thiên hà của chúng ta.
Trong những năm gần đây, một lượng lớn dữ liệu quan sát về các chớp gamma thời gian dài đã gia tăng đáng kể sự hiểu biết của chúng ta về những sự kiện này và làm rõ là các mô hình sụp đổ tạo ra các vụ nổ chỉ khác nhau cụ thể nhiều hơn hay ít hơn giữa các siêu tân tinh thông thường. Tuy nhiên, đôi khi chúng nhắc đến trong các tài liệu là cực siêu tân tinh. Từ cực siêu tân tinh được S. E. Woosley đặt ra.
Ngôi sao sụp đổ hiện đang được sử dụng là tên của một mô hình giả định nơi mà một sao Wolf-Rayet quay tốc độ nhanh với một lõi lớn (lớn hơn 30 lần khối lượng mặt trời) sụp đổ để hình thành một lỗ đen quay tròn lớn, hút tất cả các vật chất xung quanh với tốc độ tương đối với hệ số Lorentz ở khoảng 150. Tốc độ khiến ngôi sao sụp đổ trở thành những thiên thể nhanh nhất từng được biết đến. Chúng có thể được coi là các siêu tân tinh loại Ib và Ic bùng nổ "thất bại".
Một ví dụ có thể có của ngôi sao sụp đổ là siêu tân tinh Sn1998bw khác thường, cùng với chớp gamma GRB 980425. Siêu tân tinh này đã được phân loại là một siêu tân tinh loại Ic do tính chất quang phổ đặc trưng của nó trong phổ vô tuyến, cho thấy sự hiện diện của vật chất tương đối.
Một loại cực siêu tân tinh nữa là siêu tân tinh đôi bất ổn, trong đó có siêu tân tinh 2006gy đã có thể là ví dụ đầu tiên được quan sát. Siêu tân tinh được quan sát thấy trong một thiên hà cách Trái Đất khoảng 240 triệu năm ánh sáng (72 triệu parsec). Trong một siêu tân tinh đôi bất ổn, sự sản xuất cặp gây ra sự giảm áp suất đột ngột trong lõi của ngôi sao, dẫn đến sự sụp đổ cục bộ nhanh chóng, gây ra sự tăng mạnh về nhiệt độ và áp suất dẫn đến một đốt nhiệt hạch và nổ tung hoàn toàn của ngôi sao.

## Trong khoa học viễn tưởng
Bộ phim ''Star Trek'' năm 2009 cho thấy một siêu tân tinh khổng lồ đe dọa toàn bộ thiên hà được xếp vào mức hypernova. Tuy nhiên, trong phim Star Trek (2009) sóng xung kích của hypernova chuyển động với tốc độ nhanh hơn đáng kể so với ánh sáng, đó là không thể theo các định luật vật lý hiện nay được biết.
Tiểu thuyết khoa học viễn tưởng Jack McDevitt "The Devil's Eye" của Jack McDevitt nhắc đến một hypernova bên ngoài dải Ngân hà.

## Nghiên cứu thêm
- A. I. MacFadyen and S. E. Woosley "Collapsars: Gamma-Ray Bursts and Explosions in 'Failed Supernovae'" Astrophysical Journal, Vol 524, Pages 262–289, October 1999.
- Stanford E. Woosley "Gamma-ray bursts from stellar mass accretion disks around black holes" Astrophysical Journal, Vol 405, Pages 273–277, March 1993.
- Tsvi Piran "The Physics of Gamma-Ray Bursts" Reviews of Modern Physics, Vol 76, October 2004
- Cosmological Gamma-Ray Bursts and Hypernovae Conclusively Linked (SN 2003dh and GRB 030329) Lưu trữ ngày 2 tháng 11 năm 2006 tại Wayback Machine European Southern Observatory (ESO)